# Lijst van beschermd erfgoed in Weismes
Onderstaande tabel geeft een overzicht van de beschermde erfgoederen in de gemeente Weismes. Het beschermd erfgoed maakt deel uit van het cultureel erfgoed in België.
| Object | Bouwjaar/architect | Deelgemeente | Adres               | Coördinaten                  | Nummer?                | Afbeelding |
| --- | ------------------ | ------------ | ------------------- | ---------------------------- | ---------------------- | --- |
| De vierkante basis van de zuil van Hauptmann                                                                                    |                    |              |                     | 50° 29' 58" NB, 6° 5' 42" OL | 63080-CLT-0001-01 Info | De vierkante basis van de zuil van Hauptmann                                                                                    |
| De zuil genaamd "Boulté" |                    |              |                     | 50° 31' 5" NB, 6° 3' 53" OL  | 63080-CLT-0002-01 Info | De zuil genaamd "Boulté" |
| De grenspaal Luxembourg-Stavelot in het bos van Sourbrodt                                                                       |                    |              |                     | 50° 29' 27" NB, 6° 6' 30" OL | 63080-CLT-0003-01 Info | De grenspaal Luxembourg-Stavelot in het bos van Sourbrodt                                                                       |
| De grenspaal Luxembourg-Stavelot nabij Botrange                                                                                 |                    |              |                     | 50° 30' 2" NB, 6° 5' 38" OL  | 63080-CLT-0004-01 Info | |
| Grenspaal Limbourg-Luxembourg-Stavelot genaamd "Pierre à trois coins"                                                           |                    |              |                     | 50° 30' 14" NB, 6° 5' 27" OL | 63080-CLT-0005-01 Info | Grenspaal Limbourg-Luxembourg-Stavelot genaamd "Pierre à trois coins"                                                           |
| Grenspaal Luxembourg-Stavelot                                                                                                   |                    |              |                     | 50° 30' 30" NB, 6° 5' 4" OL  | 63080-CLT-0006-01 Info | Grenspaal Luxembourg-Stavelot                                                                                                   |
| Grenspaal Limbourg-Luxembourg tussen Wéz en Waidages                                                                            |                    |              |                     | 50° 30' 57" NB, 6° 5' 14" OL | 63080-CLT-0007-01 Info | |
| Grenspaal Tranchot, genaamd "Pyramide"                                                                                          |                    |              |                     | 50° 30' 6" NB, 6° 5' 33" OL  | 63080-CLT-0008-01 Info | Grenspaal Tranchot, genaamd "Pyramide"                                                                                          |
| Grenspaal T.P. |                    |              |                     | 50° 30' 6" NB, 6° 5' 33" OL  | 63080-CLT-0009-01 Info | Grenspaal T.P. |
| Heuvel en signaal Baltia |                    |              |                     | 50° 30' 6" NB, 6° 5' 33" OL  | 63080-CLT-0010-01 Info | Heuvel en signaal Baltia |
| Het koor van de kerk Saint-Wendelin                                                                                             |                    |              | Sourbrodt           | 50° 28' 22" NB, 6° 7' 10" OL | 63080-CLT-0011-01 Info | |
| De lindeboom op een plaats genaamd "Tiou"                                                                                       |                    |              | Champagne-Gueuzaine | 50° 25' 35" NB, 6° 7' 47" OL | 63080-CLT-0012-01 Info | |
| Ensemble van het kasteel van Reinhardstein en de vallei van de Warche                                                           |                    |              |                     | 50° 26' 52" NB, 6° 4' 47" OL | 63080-CLT-0016-01 Info | Ensemble van het kasteel van Reinhardstein en de vallei van de Warche                                                           |
| Grenspaal Limbourg-Luxembourg, in Wéz, in de buurt van Helle                                                                    |                    |              |                     | 50° 31' 22" NB, 6° 5' 8" OL  | 63080-CLT-0017-01 Info | |
| Grenspaal B-W-KN |                    |              |                     | 50° 31' 19" NB, 6° 5' 9" OL  | 63080-CLT-0018-01 Info | |
| Grenspaal B-P.155 |                    |              |                     | 50° 31' 9" NB, 6° 4' 1" OL   | 63080-CLT-0019-01 Info | |
| Grenspaal B-P.156 |                    |              |                     | 50° 31' 11" NB, 6° 4' 23" OL | 63080-CLT-0020-01 Info | |
| Grenspaal B-P.157 |                    |              |                     | 50° 31' 18" NB, 6° 5' 10" OL | 63080-CLT-0021-01 Info | |
| Ensemble van diverse historische elementen en de omgeving op het grondgebied van de gemeenten Jalhay, Baelen, Waimes en Malmédy |                    |              |                     | 50° 31' 32" NB, 6° 2' 39" OL | 63080-CLT-0022-01 Info | Ensemble van diverse historische elementen en de omgeving op het grondgebied van de gemeenten Jalhay, Baelen, Waimes en Malmédy |